# 미야코이즈미역
미야코이즈미역(일본어: 美夜古泉駅)은 일본 후쿠오카현 유쿠하시시에 위치한 헤이세이 지쿠호 철도 다가와 선의 철도역이다. 단선 승강장 1면 1선의 구조를 갖춘 지상역이다.

## 역 주변
- 이마가와 강
- 유쿠하시 시립 이즈미 중학교

## 역사
- 1991년 10월 1일 : 개업.
- 2009년 4월 1일 : 네이밍 라이트에 의해 '오카노 밸브 마에'의 애칭이 붙음.

## 인접 역
| 헤이세이 지쿠호 철도 ■ 다가와 선 | 헤이세이 지쿠호 철도 ■ 다가와 선 | 헤이세이 지쿠호 철도 ■ 다가와 선 |
| -------------------------------- | -------------------------------- | -------------------------------- |
| 유쿠하시 유쿠하시 방면           | ■ 다가와 선                      | 이마가와캇파 다가와이타 방면     |